# Sländblomflugor
Sländblomflugor (Sphaerophoria) är ett släkte i familjen blomflugor. 

## Kännetecken
Sländblomflugorna har påtagligt långsmal bakkropp vilket gör dem något sländlika, därav det svenska namnet på släktet. Bakkroppen har en svart grundfärg med tre gula parfläckar. På vissa arter smälter parfläckarna ihop till ett gult band. Teckningen skiljer sig åt mellan hane och hona. Honorna har dessutom bredare bakkropp. För att säkert särskilja arterna så är utformningen på hanarnas genitalier viktiga. Sländblomflugorna är mellan 6 och 11 millimeter. Larverna är gröna med två breda vita strimmor.

## Levnadssätt
Sländblomflugorna trivs på öppna solbelysta marker som till exempel ängar, stränder, sandtag, hedar, myrar och mossar. De rör sig i låg vegetation och är ofta ganska tillbakadragna. Vissa arter trivs i kulturpåverkade miljöer, till exempel den vanliga taggsländflugan, medan andra är mer specialiserade i sitt biotopval. Larverna lever på bladlöss och andra mjuka insekter som till exempel bladloppor och sköldlöss och larver av mjöllöss och dvärgstritar på växter i låg vegetation. De fullvuxna flugorna lever på nektar på många olika blommor. Larverna kan drabbas av parasitoider från familjerna bracksteklar, bredlårsteklar och brokparasitsteklar.

## Utbredning
Det finns cirka 60 arter av sländblomflugor i världen. Släktet finns representerat i alla världsdelar. I Europa är cirka 20 arter kända. I Norden är 17 arter kända varav alla utom en har påträffats i Sverige. 

## Systematik

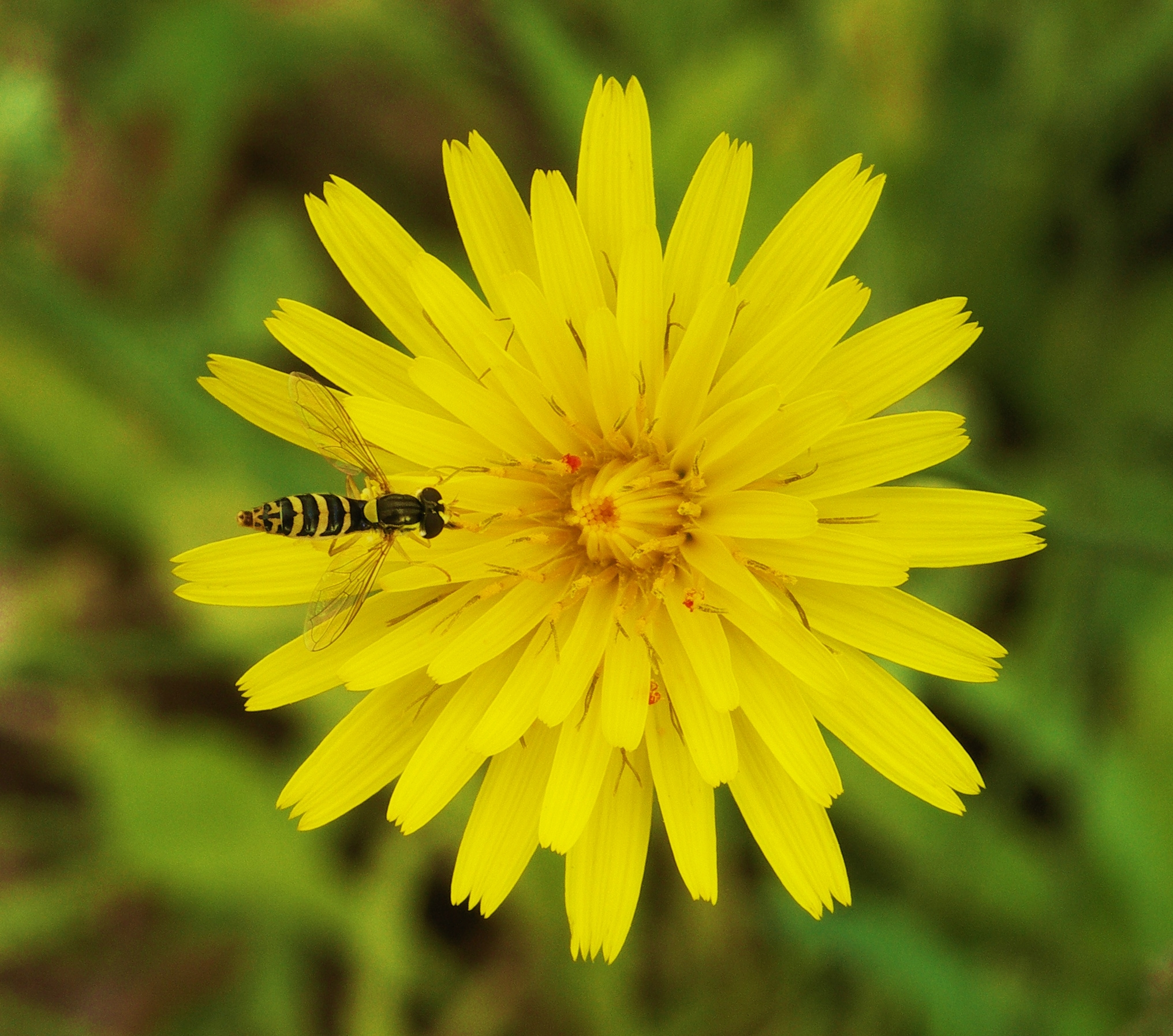
Taggsländfluga (S. scripta)

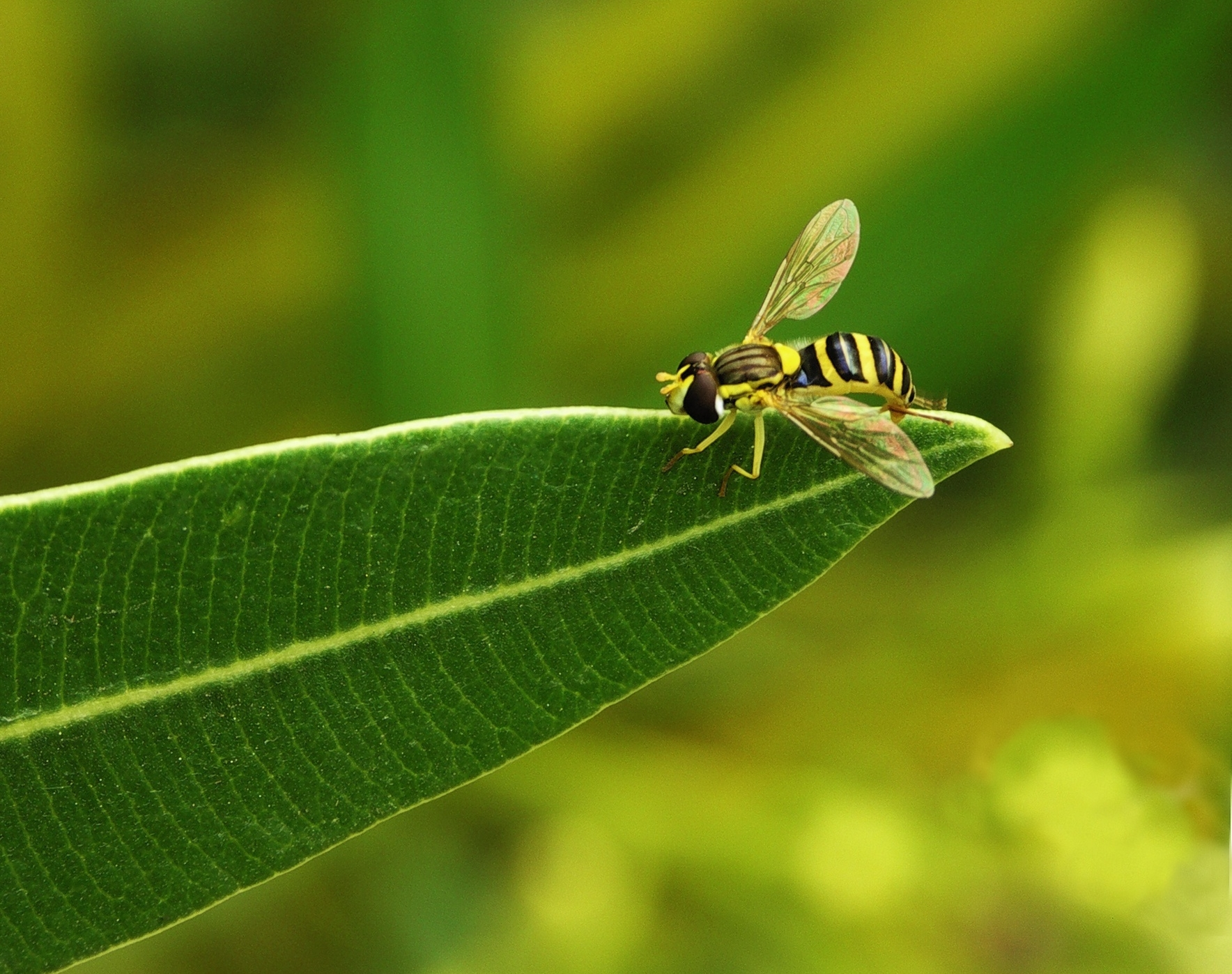
Taggsländfluga (S. scripta)

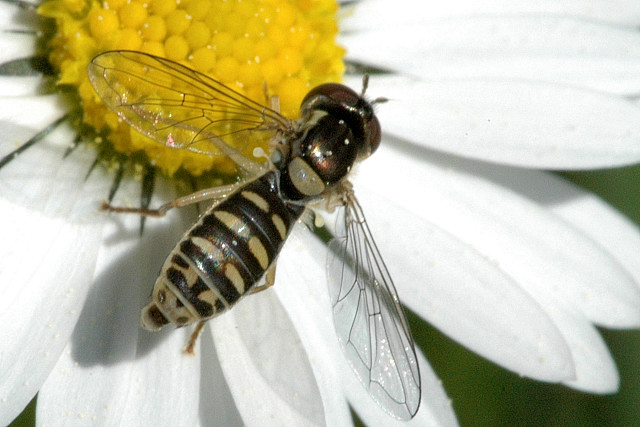
Myrsländfluga (S. fatarum)

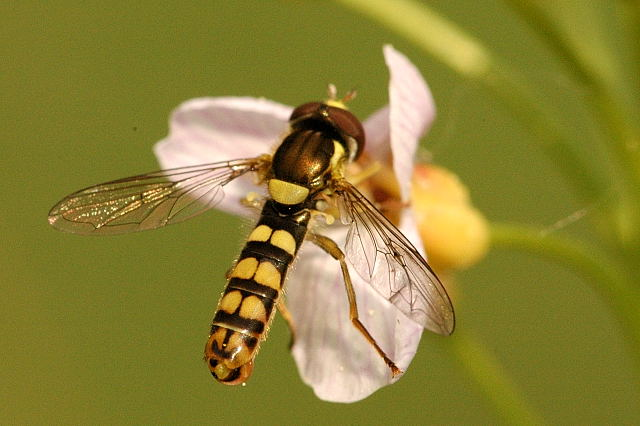
Fläcksländfluga (S. interrupta)

### Arter iNorden
- Kilsländfluga S. abbreviata (Zetterstedt, 1849)
- Mosaiksländfluga S. bankowskae (Goeldlin, 1989)
- Sandsländfluga S. batava (Goeldlin, 1974)
- Fjällsländfluga S. boreoalpina (Goeldlin, 1989)
- Smalsländfluga S. chongjini (Bankowska, 1964)
- Myrsländfluga S. fatarum (Goeldlin, 1989)
- Fläcksländfluga S. interrupta (Fabricius ,1805)
- Tajgasländfluga S. kaa (Violovitsh, 1960)
- Alpsländfluga S. laurae (Goeldlin, 1989)
- Sävsländfluga S. loewi (Zetterstedt, 1843)
- Polarsländfluga S. pallidula (Mutin, 1999)
- Ljungsländfluga S. philantha (Meigen, 1822)
- Blodrotsländfluga S. potentillae (Claussen, 1984)
- Grussländfluga S. rueppelli (Wiedemann, 1830)
- Taggsländfluga S. scripta (Linnaeus, 1758)
- Ängssländfluga S. taeniata (Meigen, 1822)
- Mörk sländfluga S. virgata (Goeldlin, 1974)

### Övriga arter (urval)
- S. asymmetrica (Knutson, 1973)
- S. bifurcata (Knutson, 1973)
- S. brevipilosa (Knutson, 1973)
- S. cleoae (Metcalf, 1917)
- S. contiqua (Macquart, 1847)
- S. cranbrookensis (Curran, 1921)
- S. estebani (Goeldlin, 1991)
- S. indiana (Bigot, 1884)
- S. infuscata (Goeldlin, 1974)
- S. longipilosa (Knutson, 1973)
- S. macrogaster (Thomson, 1869)
- S. menthastri (Linnaeus, 1758)
- S. nigra (Frey, 1945)
- S. novaeangliae (Johnson, 1916)
- S. philanthus (Meigen, 1822)
- S. pictipes (Boheman, 1863)
- S. pyrrhina (Bigot, 1884)
- S. shirchan (Violovitsh, 1957)
- S. sulphuripes (Thomson, 1869)
- S. turkmenica (Bankowska, 1964)
- S. tuvinica (Violovitsh, 1966)
- S. viridaenea (Brunnetti, 1915)
- S. weemsi (Knutson, 1973)

## Etymologi
Sphaerophoria betyder ungefär 'klotbärande' på grekiska och syftar förmodligen på genitaliernas utformning.